# Stibine
Stibine (ook wel antimoonhydride of antimoontrihydride genoemd) is een anorganische verbinding van antimoon, met als brutoformule SbH3. In zuivere toestand is het een ontvlambaar en giftig kleurloos gas met een onaangename reuk van rotte eieren. Het gas is zwaarder dan lucht en onoplosbaar in water. Stibine is het antimoonanaloog van ammoniak.

## Synthese
Stibine wordt onder andere bereid door een legering zoals zink-antimoon of magnesium-antimoon op te lossen in verdund zoutzuur:
{\displaystyle {\ce {Mg3Sb2 + 6HCl -> 2SbH3 + 3MgCl2}}}
Een andere methode is de behandeling van antimoon(III)hydroxide met waterstof in statu nascendi:
{\displaystyle {\ce {Sb(OH)3 + 6H -> SbH3 + 3H2O}}}
Het ontstane stibine kan in beide gevallen worden afgescheiden door het af te koelen beneden −17 °C. Dit is in sommige gevallen nadelig en daarom wordt ook wel de reductie van antimoon(III)chloride met natriumboorhydride toegepast als alternatief:
{\displaystyle {\ce {SbCl3 + 3NaBH4 -> SbH3 + 3NaCl + 3BH3}}}
Vergelijkbaar is de reductie van antimoon(III)oxide met lithiumaluminiumhydride:
{\displaystyle {\ce {4Sb2O3 + 6LiAlH4 -> 8SbH3 + 3Li2O + 3Al2O3}}}

## Eigenschappen en reacties
De chemische en toxische eigenschappen van stibine zijn vrij analoog aan die van arsine. Stibine is echter thermisch minder stabiel dan arsine: het ontleedt langzaam bij kamertemperatuur tot waterstofgas en metallisch antimoon. Bij 200 °C gebeurt deze ontbinding echter zeer snel, waardoor explosiegevaar ontstaat. De stoichiometrie van de ontledingsreactie toont aan dat het volume van de gassen met 50% toeneemt:
{\displaystyle {\ce {2SbH3 -> 2Sb + 3H2}}}
Daarnaast is er ook de reactiewarmte, die haar eigen effect op het volume van de gassen heeft. Stibine wordt aan de lucht geoxideerd door dizuurstof tot antimoon(III)oxide en water:
{\displaystyle {\ce {2SbH3 + 3O2 -> Sb2O3 + 3H2O}}}
Stibine vertoont - in tegenstelling tot het analoge ammoniak - nauwelijks basisch karakter. Dit verschil in eigenschappen kan grotendeels teruggevoerd worden op het verschil in hybridisatie. Stikstof is in ammoniak sp3-gehybridiseerd met een bindingshoek die weinig van de optimale tetraëderhoek verschilt (107,8° tegenover ideaal 109,5°). In stibine treedt vrijwel geen hybridisatie op (bindingshoek van 91,7°, vergeleken met 90° zonder hybridisatie). Het gevolg is dat het vrije elektronenpaar in ammoniak een gelokaliseerde orbitaal bezet die optimaal geschikt is voor interactie met een zuur. Het vrije elektronenpaar in stibine bezet een orbitaal met vrijwel uitsluitend s-karakter, dat als gevolg daarvan dichter tegen de atoomkern aanleunt. Hierdoor is interactie met zuren veel moeilijker.
Stibine kan door natriumamide gedeprotoneerd worden:
{\displaystyle {\ce {SbH3 + NaNH2 -> NaSbH2 + NH3}}}
Stibine neemt een trigonaal piramidale moleculaire geometrie aan. De bindingslengte tussen antimoon en waterstof bedraagt 170,7 pm.

## Toepassingen
Stibine wordt in de elektronische industrie gebruikt om halfgeleidermateriaal te doteren met antimoon, via de techniek van chemical vapour deposition. Het werd vroeger ook gebruikt als gassingsmiddel (fumigatie).

## Toxicologie en veiligheid
Stibine is giftig: de letale concentratie in de lucht voor muizen bedraagt ongeveer 100 ppm. De stof kan effecten hebben op het bloed (vernietiging van de rode bloedcellen), de nieren, de lever en het centraal zenuwstelsel. Blootstelling boven de toegestane grenzen kan de dood veroorzaken. De effecten kunnen met vertraging optreden.